# آرشی نورمن
آرشی نورمن (به انگلیسی: Archie Norman) (زاده ۱ مه ۱۹۵۴) کارآفرین، بازرگان و مدیر ارشد اجرایی بریتانیایی است، که در حال حاضر به‌عنوان رییس هیئت مدیره شرکت آی‌تی‌وی پی‌ال‌سی فعالیت می‌کند.